# ژانسوگیروف

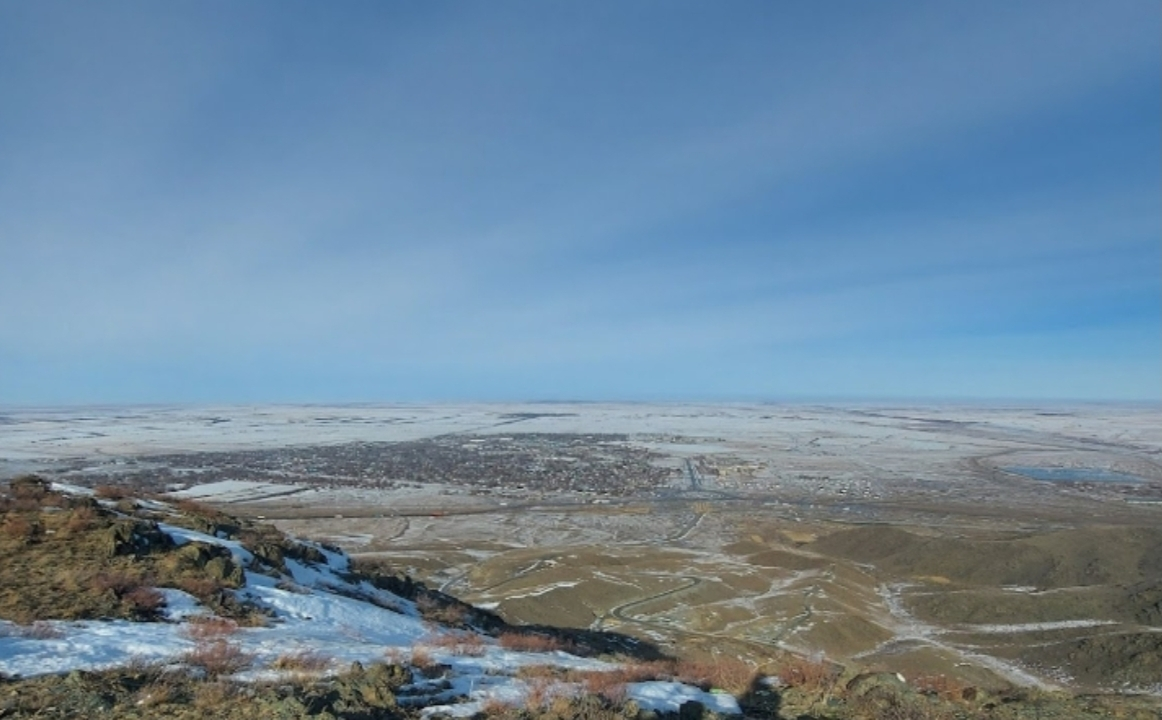
ژانسوگیروف

ژانسوگیروف (به لاتین: Zhansugirov) یک زیستگاه انسانی در قزاقستان است که در شهرستان آق‌سو، آلماتی واقع شده‌است.

## خصوصیات
ژانسوگیروف  ۸٬۲۸۸ نفر جمعیت دارد.